# ماتي باتيسون
ماثيو باتيسون (بالإنجليزية: Matty Pattison)‏، من مواليد 27 أكتوبر 1986 في جوهانسبيرغ في جنوب أفريقيا، لاعب كرة قدم جنوب أفريقي.
بدأ مسيرته الكروية مع نادي نيوكاسل يونايتد الإنجليزي في عام 2005، وهو يلعب معهم حتى الآن.

## روابط خارجية
- ماتي باتيسون على موقع قاعدة بيانات كرة القدم.إي يو (الإنجليزية)
- ماتي باتيسون على موقع ناشيونال فوتبول تيمز (الإنجليزية)
- ماتي باتيسون على موقع Soccerbase.com (لاعب) (الإنجليزية)
- ماتي باتيسون على موقع Soccerway.com (الإنجليزية)
- ماتي باتيسون على موقع عالم كرة القدم.نت (الإنجليزية)